# World Trade Center (2001-heden)
Het World Trade Center (Nederlands: Wereldhandelscentrum) is een deels voltooid gebouwencomplex in Lower Manhattan in de Amerikaanse stad New York. Het complex vervangt het oorspronkelijke World Trade Center met zeven gebouwen op dezelfde locatie die werden verwoest door de aanslagen op 11 september 2001. De World Trade Center site wordt herbouwd met vijf nieuwe wolkenkrabbers, waarvan er inmiddels vier zijn voltooid, een monument en museum voor de slachtoffers van de aanslagen, een verhoogd park naast de site genaamd Liberty Park, het metrostation World Trade Center Transportation Hub en het winkelcentrum Westfield World Trade Center. Het One World Trade Center, met 104 verdiepingen het hoogste gebouw op het Westelijk halfrond, is het belangrijkste gebouw van het nieuwe complex.

## Geschiedenis

### Voormalig complex
De gebouwen behoren tot de vele panden die zijn gerealiseerd door de World Trade Centers Association. Het oorspronkelijke World Trade Center omvatte de iconische Twin Towers die in 1973 werden geopend en een tijdlang de hoogste gebouwen ter wereld waren. Ze werden verwoest in de ochtend van 11 september 2001, toen 19 kapers van Al Qaida twee Boeing 767-vliegtuigen de wolkenkrabbers invlogen als onderdeel van een gecoördineerde terroristische aanval. De aanslagen op het World Trade Center doodden 2.753 mensen. De daaropvolgende ineenstorting van het WTC veroorzaakte ook grote schade aan enkele omliggende gebouwen, waarvan sommige ook geheel of gedeeltelijk instortten. Het opruimproces in het getroffen gebied, lange tijd "Ground Zero" genoemd, duurde acht maanden, waarna werd begonnen aan de herbouw.
Omdat 7 World Trade Center geen onderdeel was van het algemene plan voor de rest van het complex en men het al gauw eens was over het ontwerp, kon de bouw snel van start gaan (7 mei 2002) en geschiedde de opening reeds op 23 mei 2006. Voor de andere gebouwen werd gezocht naar een gemeenschappelijke aanpak, maar hierover liepen de meningen tussen de betrokken partijen ver uiteen. Sommigen wilden dat er niets werd herbouwd en vonden dat het gehele terrein een monument diende te worden ter nagedachtenis aan de aanslagen; anderen wilden juist zo veel mogelijk de oorspronkelijke staat herstellen of nog verbeteren en de sporen van de schokkende gebeurtenissen uitwissen. Na jarenlang uitstel en een reeks controverses werd er een compromis gevonden tussen deze tegenstrijdige belangen, waarna met de reconstructie van het WTC werd aangevangen.

### Bouw en ontwerp

Plattegrond van het nieuwe World Trade Centercomplex. De blauwe vierkanten markeren de plaatsen waar de Twin Towers tot 2001 stonden.

Het nieuwe complex omvat One World Trade Center, Three World Trade Center, Four World Trade Center, 7 World Trade Center en nog een ander hoog kantoorgebouw dat gepland is op 200 Greenwich en Two World Trade Center moet gaan heten. Onderdeel van het nieuwe complex zijn ook een museum en monument en een metrostation qua grootte vergelijkbaar met Grand Central Terminal. Four World Trade Center was het eerste gebouw dat voltooid werd als onderdeel van het masterplan en werd geopend op 12 november 2013. Het National September 11 Museum opende op 21 mei 2014 en het monument op 11 september 2011. One World Trade Center opende op 3 november 2014. Het metrostation World Trade Center Transportation Hub opende voor het publiek op 4 maart 2016 en Three World Trade Center opende op 11 juni 2018. In tegenstelling tot het oude complex zijn in de nieuwe realisatie de straten Greenwich Street en Fulton Street tussen de WTC-gebouwen doorgetrokken, zodat het verkeer niet helemaal om het Center heen hoeft de rijden.
De bouw van Two World Trade Center werd in 2009 gestaakt in afwachting van verdere plannen. Er zijn ook plannen voor de bouw van een Five World Trade Center aan 130 Liberty Street, waar het door 9/11 beschadigde Deutsche Bank Building stond dat van maart 2007 tot 28 februari 2011 werd gesloopt. Van 2011 tot 2013 werden de fundamenten voor een nieuw gebouw gelegd, maar in 2014 werd de begane grond veranderd in een parkeerplaats, naar verluidt een tijdelijk gebruik van de ruimte totdat er nieuwe plannen voor de bouw zijn aangenomen en er genoeg huurders zijn gevonden. 
St. Nicholas Greek Orthodox Church, die tussen het WTC-complex en het Deutsche Bank Building stond en ook op 11 september werd verwoest, was na een juridisch conflict tussen 2008 en 2011 opnieuw in aanbouw en in 2018 was de bouw bijna voltooid. De kerk is formeel geen onderdeel van het World Trade Center. Het Deutsche Bank Building was dat ook niet, maar Five World Trade Center zou dat wel gaan worden.